# Party All the Time (canción de The Black Eyed Peas)
«Party All The Time» — en español: Fiesta Todo El Tiempo — es una canción de la banda estadounidense The Black Eyed Peas, incluida en su quinto álbum The E.N.D.. Tiene un pequeño parecido con el segundo sencillo del disco I Gotta Feeling. En esta canción, participan todos los integrantes de la banda y hacen una melodía muy potente.
Además de contener algunos elementos autorizados de la canción "Mancry", originalmente compuesta por el productor británico, Adam Freeland.

## Composición
Esta canción al igual que I Gotta Feeling es una canción que ha sido criticada como creada para conciertos debido a sus tonos pop, dance y electro.
Teniendo como temática principal Will.i.am nos invita a dejar todos los problemas de lado, evitar el dormir durante un buen rato y festejar y disfrutar las Fiestas.
Con el ya conocido tema "If We Could Party All Night" nos incitan a festejar como si no hubiera preocupaciones.

## Repartición de voces
Con el ya conocido Auto-Tune en las voces de The Black Eyed Peas la canción se reparte de esta manera.
- Will.I.Am = Estrofas y Coros

- Fergie = Estrofas y Coros

- Taboo = Estrofas

- Apl.de.Ap = Estrofas y Puente